# Danielle Lim
Danielle Sue Ching Lim (ur. 11 czerwca 1998) – singapurska zapaśniczka walcząca w stylu wolnym. Zajęła jedenaste miejsce na igrzyskach azjatyckich w 2022. Szósta na mistrzostwach Azji w 2021. Siódma na igrzyskach wspólnoty narodów w 2022. Srebrna medalistka igrzysk Azji Południowo-Wschodniej w 2023 i czwarta w 2021. Srebrna medalistka mistrzostw Azji Południowo-Wschodniej w 2023 i brązowa w 2022 roku. 